# Maraapunisaurus
Maraapunisaurus fragillimus is een plantenetende sauropode dinosauriër, behorend tot de Neosauropoda, die tijdens de late Jura leefde in het gebied van het huidige Noord-Amerika (Colorado).

## Vondst en naamgeving

### Amphicoelias fragillimuswordt benoemd
Schoolinspecteur Oramel William Lucas verzamelde sinds 1877 samen met zijn broer Ira tegen betaling fossielen voor Edward Drinker Cope bij een heuvel die bekend stond als Cope’s Nipple, The Nipple of de Saurian Hill, in het gebied van de Garden Park ten noorden van Cañon City, Colorado. In het voorjaar of de vroege zomer van 1878 zonden ze een enorme wervelboog van een sauropode naar Copes huis in Philadelphia die opgegraven was in Quarry III. Datzelfde jaar nog, in augustus, benoemde Cope het bot als een derde soort van het geslacht Amphicoelias: Amphicoelias fragillimus. De soortaanduiding had eigenlijk "fragilissimus" moeten luiden wat "de zeer breekbare" betekent in het Latijn en verwees volgens hemzelf naar de tere bouw en dunne botwanden voor zo'n groot bot. Later werd wel gesuggereerd dat het het feit weerspiegelde dat het specimen al tijdens het transport in vele stukken uiteen gevallen was. Het benoemende artikel vermeldt dat veel aandacht nodig was geweest om het specimen te behouden zonder dat duidelijk wordt of dat bij het opgraven was of in een latere fase. In die tijd werd in Amerika nog niet de methode toegepast om fossielen na het bergen met gips te beschermen; Lucas gebruikte meestal papier-maché. Cope maakte in ieder geval desalniettemin een reconstructie van het stuk, in een fraaie illustratie, en concludeerde dat het alleen al wat het bewaarde deel betreft vijf voet hoog moest zijn geweest en de oorspronkelijke hoogte 183 centimeter, wat zou betekenen dat het dier waarvan het afkomstig was van een waarlijk gigantische omvang zou zijn. Tijdgenoten van Cope twijfelden niet aan de authenticiteit van het fossiel noch aan de correctheid van diens metingen. Cope plaatste de soort in het geslacht Amphicoelias omdat de wervel het meest leek op die van de typesoort Amphicoelias altus. Hij had overigens weinig vergelijkingsmateriaal want hij kende van sauropoden verder alleen de wervels van Camarasaurus. Cope meende dat het fossiel uit de Dakotaformatie kwam; tegenwoordig wordt de herkomst als de Morrisonformatie aangegeven. Cope vermeldde dat zo'n tien meter van de wervel verwijderd de onderkant van een enorm dijbeen was aangetroffen. Naar huidige normen is een verband niet te bewijzen. Cope noch enige latere onderzoeker zouden dit dijbeen ooit formeel aan de soort toewijzen maar sommige bronnen nemen abusievelijk aan dat dit wel het geval is. Ook andere fossielen zouden nooit toegewezen worden zodat de beschadigde boog van de achterste ruggenwervel het enige bekende fossiel is.

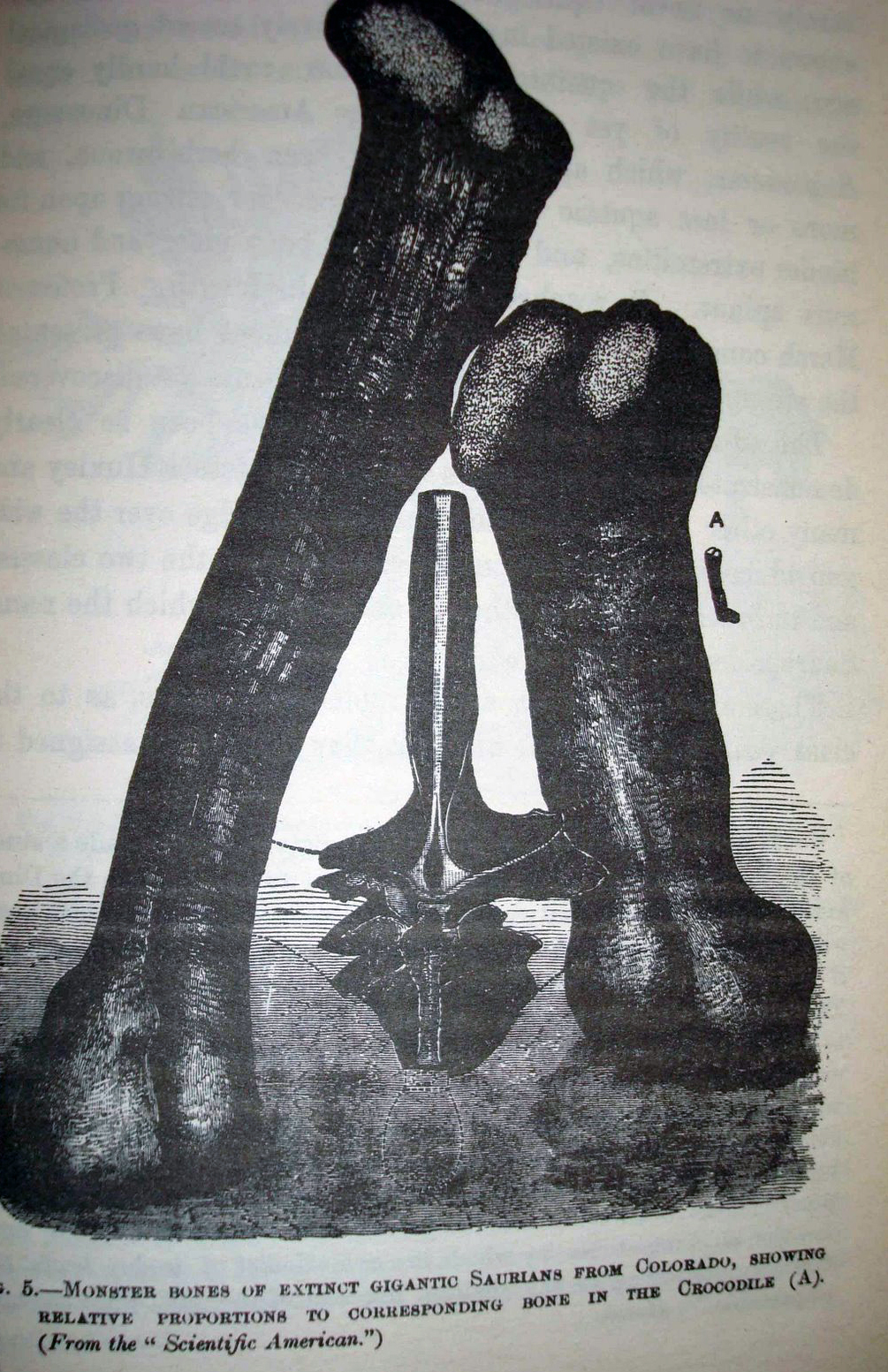
De "monsterlijke" beenderen in 1884 geïllustreerd met in het midden de wervel

Tegen het eind van zijn leven raakte Cope in grote financiële moeilijkheden. April 1894 begon hij met zijn vriend Henry Fairfield Osborn te onderhandelen over de verkoop van zijn uitgebreide collecties, waaraan hij naar eigen schatting zo'n vijftigduizend dollar besteed had, aan het American Museum of Natural History. Pas in 1897 was de koop een feit maar toen was Cope al overleden: de som van $ 60.550 viel in zijn erfboedel. Al tijdens Copes leven had William Diller Matthew in opdracht van Osborn proberen na te gaan welke fossielen nu precies aanwezig waren. Veel stukken bleken niet te vinden. Tot 1903 bleef Matthew de verzameling catalogiseren maar belangrijke exemplaren bleven zoek waaronder het typespecimen van Amphicoelias fragillimus. Voor het geval het toch nog gevonden zou worden, kreeg het alvast een inventarisnummer: AMNH FR 5777. Het zou echter nooit aangetroffen worden.

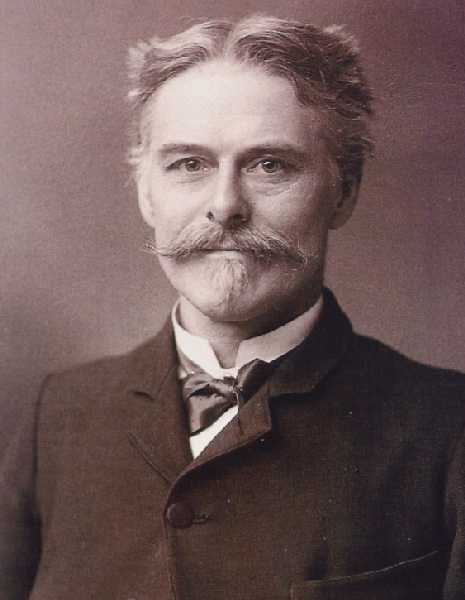
Cope

In 1921 stelden Osborn en Charles Mook dat Amphicoelias fragillimus een jonger synoniem was van, en dus identiek aan, Amphicoelias altus. Dat standpunt werd nog in 1998 aanvaard door de gezaghebbende sauropodenexpert John Stanton McIntosh. Daarbij konden ze slechts afgaan op Copes tekeningen.
In 1994 werd geprobeerd de oorspronkelijke groeve te lokaliseren maar dat leverde geen nieuwe botten op. De rest van het skelet was vermoedelijk vernietigd door erosie.

## Beschrijving

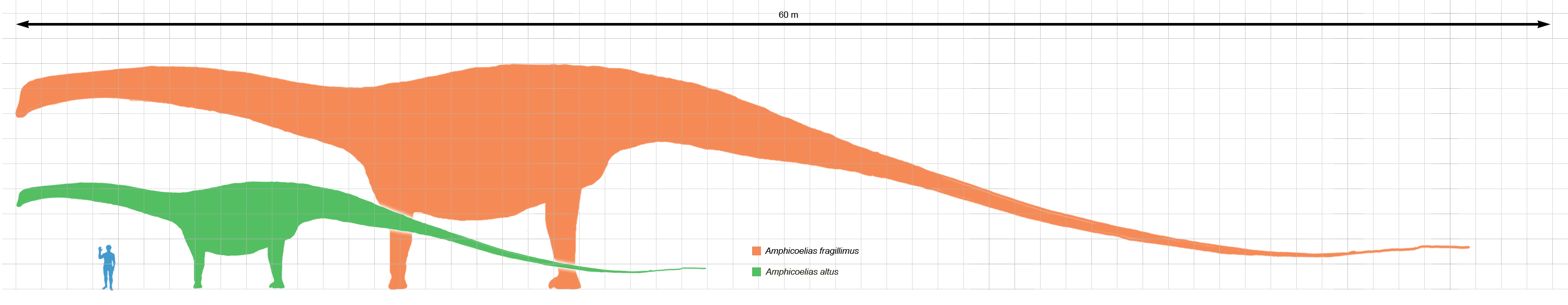
De interpretatie van Carpenter (2006) ging uit van een diplodocide van zestig meter

### Grootte

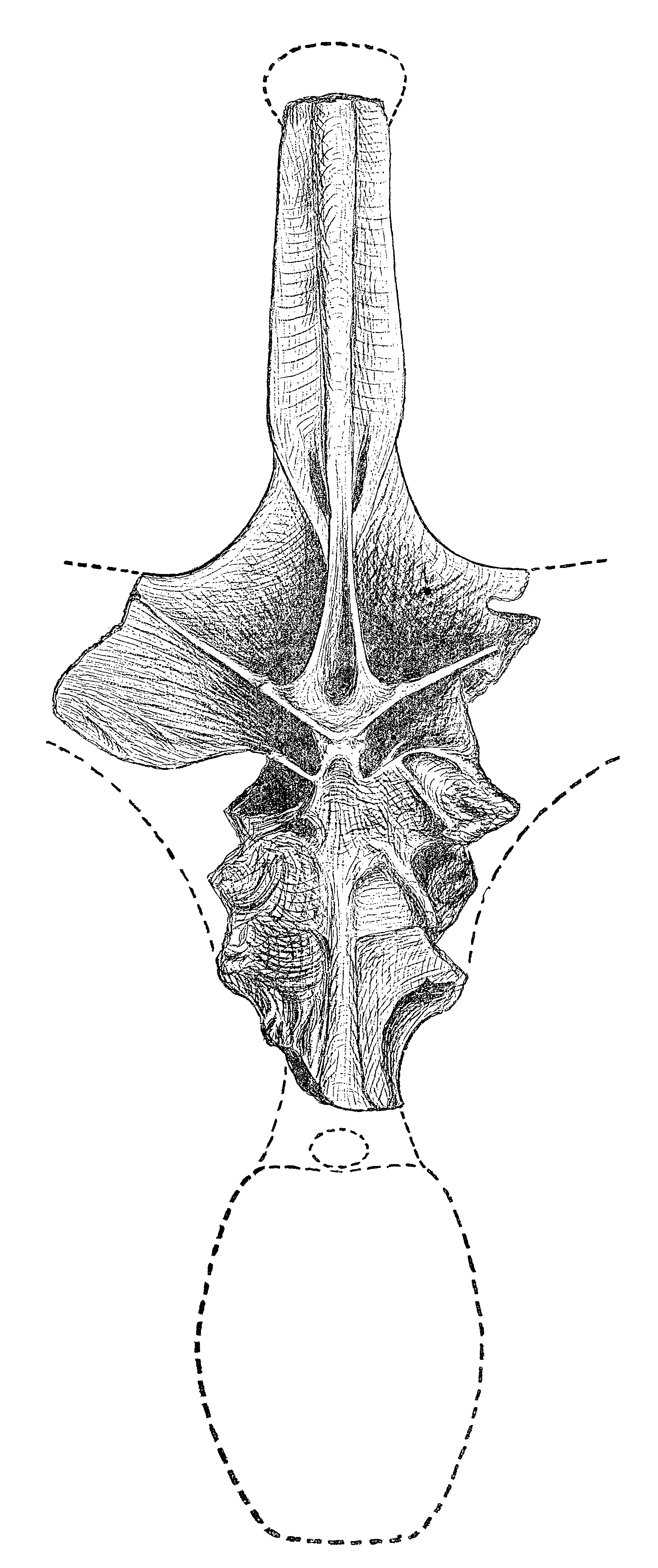
De illustratie door Cope waarin de wervel op de achterzijde bezien wordt